# Marvel 2099
Marvel 2099 — импринт издательства комиксов Marvel Comics, созданный в 1992 году, который первоначально был одним из возможных вариантов будущего Вселенной Marvel, но позже, в кульминации Superior Spider-Man Goblin Nation arc и The Amazing Spider-Man Vol. 3 #14, стал Землёй основного континуума Marvel в далёком будущем. Первоначально она была анонсирована Стэном Ли в его колонке «Stan’s Soapbox» как отдельная серия под названием The Marvel World of Tomorrow, которую разрабатывали Ли и Джон Бирн. Позже эта серия была преобразована в серию книг под вывеской Marvel 2093 (дата — сто лет от года, в котором выходят выпуски), а затем была опубликована под названием Marvel 2099.
Три из первых четырёх выпущенных книг — «Дум 2099», «Каратель 2099» и «Человек-паук 2099», которые представляли собой футуристические версии уже существовавших персонажей. Четвёртая — «Ravage 2099», представляла совершенно нового супергероя, сценарий которого в течение нескольких месяцев писал Стэн Ли. Линия 2099 вскоре расширилась и теперь включает в себя 2099 Unlimited, Fantastic Four 2099, Ghost Rider 2099, Hulk 2099, X-Men 2099 и X-Nation 2099. Хотя было подтверждено, что это возможная будущая версия Земли-616, основной вселенной Marvel, вселенная 2099 была официально обозначена как Земля-928 и альтернативно названа Земля-616 около 2099 года.

## История публикаций
Сперва вселенная началась с Человека-паука 2099, Ravage 2099, Дума 2099 и Каратель 2099 были запущены в последующие месяцы. Питер Дэвид писал Человека-паука на протяжении большей части серии, и она неизменно была самой популярной. В ней сатирически изображались корпорации, а Человек-паук постоянно конфликтовал с компанией Alchemax, которая нанимала его в его альтер эго. Стэн Ли написал первые восемь выпусков «Ravage» как чрезвычайно политическую историю о коррупции, загрязнении корпораций и окружающей среды. После ухода Ли его сменил целый ряд сценаристов.
В 1993 году журнал Wizard сообщил, что линия 2099 «Довольно хорошо пошла у фанатов».

### Рост и спад
Фанаты потребовали новых изданий, и Marvel выпустила X-Men 2099. Они также представили Халка 2099 в серии 2099 Unlimited, в которой периодически появлялись истории о Человеке-пауке 2099, а также ранние работы Уоррена Эллиса. Благодаря редактору Джои Кавальери комиксы имели сильную степень взаимосвязанности, что напоминало комиксы Marvel 1960-х годов. Единственный кроссовер во вселенной 2099, «Падение молота», подробно описывал заговор корпораций по технологическому воссозданию норвежского пантеона вместе с новым Тором, чтобы отвлечь внимание от антикорпоративных супергероев.
Серия «2099» расширилась и включила в себя «Призрачного гонщика 2099» о герое, чьё сознание было загружено в тело робота. Халк 2099 также получил короткий шанс на собственную серию. Поскольку продажи всех игр, кроме «Человека-паука» и «Людей Икс», начали падать, Marvel заказала идеи у разных авторов, включая предложение Гранта Моррисона и Марка Миллара, а затем приняла идею Уоррена Эллиса о том, что Doom 2099, оказавшийся на самом деле Виктором фон Думом, захватит власть в Соединённых Штатах. A.D. («After Doom»), добавили к логотипу, чтобы отразить изменения. Новая сюжетная линия позволила Marvel отменить несколько малопродаваемых изданий (Hulk, Ravage и The Punisher). Причиной смерти героев во вселенной стал приказ президента Роджерса (самозваного Капитана Америки, который был создан после насильственного отстранения Doom от власти) о казни супергероев, включая Punisher, Hulk и нескольких низкоуровневых героев, появившихся в 2099 Unlimited.
В 1996 году, когда Marvel в ходе сокращения расходов уволила Кавальери, многие создатели 2099 (включая Питера Дэвида и Уоррена Эллиса) в знак протеста покинули линию. В то время, когда линия стала продаваться плохо, были запущены два дополнительных издания: X-Nation 2099, ответвление от X-Men 2099, и Fantastic Four 2099, в которой были представлены персонажи, которые, по всей видимости, были современной Фантастической четверкой, случайно отправленной в будущее.
Примерно в это же время Doom 2099 стал единственным комиксом 2099, который пересекся с современным комиксом Marvel, когда он отправился в 1996 год и встретился с Сорвиголовой, Фантастической четверкой и Нэмором в истории, частично рассказанной в Fantastic Four #413. Человек-паук 2099 встретился с оригинальным Человеком-пауком в специальном односерийном выпуске, став единственными героями, встретившимися со своими двойниками.

### Конец импринта
После спада продаж выпуски 2099 были отменены и заменены на «2099: Мир завтрашнего дня» — единый выпуск, в котором участвовали оставшиеся в живых персонажи всех выпусков. Серия просуществовала всего восемь выпусков, после чего была отменена.
Линия 2099 была завершена односерийным выпуском «2099: Manifest Destiny» (март 1998 года), в котором Капитан Америка был найден в подвешенном состоянии и вместе с Мигелем О’Харой собрал различных героев 2099 года в новую команду Мстителей. История подвела итог годам с 2099 по 3099, когда человечество превратило корпоративный мир 2099 года в утопию, а затем вышло в космос.

### Последующие появления
С тех пор мир 2099 года периодически появлялся, в частности, в сюжетной линии Питера Дэвида «Future Tense» в «Капитане Марвел», где вновь рассматривались Человек-паук 2099 и альтернативное будущее Маэстро, которое Дэвид создал в «Невероятном Халке: несовершенное будущее», объясняя сюжетный момент, который остался незавершенным после того, как Дэвид внезапно покинул «Человека-паука 2099».
В 2004 году писатель Роберт Киркман написал серию односерийных комиксов к пятилетию издания Marvel Knights под заголовком Marvel Knights 2099. Будущее, изображенное в этой серии, не связано с оригинальной вселенной 2099, в которой существовал другой Каратель 2099.
В 2005 году в одноразовом выпуске «Официального справочника вселенной Marvel», посвященном альтернативным вселенным, Земля 2099 года была обозначена как Земля-928, а «Marvel Knights 2099» — как Земля-2992. На обложке второго печатного издания сюжетной арки Человека-паука «Другой: Evolve or Die» изображен Мигель О’Хара / Человек-паук 2099.
В 2006 году Изгнанники посетили Вселенную Marvel 2099 в Изгнанниках #75-76 в рамках цикла «Мировое турне». Это будущее отделилось от основного 2099 довольно рано, так как Doom 2099 ещё не встретил Человека-паука 2099. Человек-паук 2099 присоединился к Изгнанникам и ушел вместе с ними.
В 2009 году Marvel опубликовал минисерию «Таймшторм», пересекающую современную Вселенную Marvel с ещё одной альтернативной версией 2099 года. Человек-паук 2099 из этой реальности — подросток.
В 2013 году Человек-паук 2099 попал в основную Вселенную Marvel в фильме «Превосходный Человек-паук». В 2014 году он снялся в продолжающейся серии и стал участником сюжетной линии «Spider-Verse», наряду с множеством других Людей-пауков из альтернативной реальности. В частности, во время этого события погибают Люди-пауки 2099 из серий «Изгнанники» и «Таймшторм». В конце этой сюжетной линии временная линия 2099 года была изменена.
Вселенная 2099 участвует в сюжетной линии 2015 года «Секретные войны».
В 2016 году в одном из выпусков «Дэдпула» дебютировала версия Дэдпула 2099 года.
В 2019 году, в The Amazing Spider-Man Vol. 5 #25, доктор Коннорс читает лекцию о небрежном отношении к миру и окружающей среде, поскольку бесчисленные случаи деятельности супергероев в итоге негативно отразятся на будущем, вплоть до катастрофы. Тем временем, во время его лекции, над горящей нефтяной вышкой происходит странное погодное явление. В небе открывается разлом, и из него выпадает фигура, приземляясь на док вышки. Рабочие разворачивают фигуру, обнаруживая лежащего без сознания Человека-паука 2099. Позже была выпущена серия односерийных выпусков, посвященных 25-летию Marvel 2099. Она включала в себя сюжетную линию из The Amazing Spider-Man, которая не только вновь представила Человека-паука 2099, Фантастическую четверку 2099, Doom 2099, Punisher 2099 и Venom 2099 в отдельных выпусках, но и Конана 2099.

## Персонажи

### Герои

#### Протагонисты
- Дум 2099
- Призрачный гонщик 2099
- Халк 2099
- Каратель 2099
- Человек-паук 2099

#### Фантастическая четвёрка 2099
- Человек-Факел
- Женщина-невидимка
- Мистер Фантастик
- Существо

#### Остальные герои
- Капитан Америка
- Сорвиголова 2099
- Лунный рыцарь 2099
- Тор 2099
- Железный Человек 2099
- Дэдпул 2099
- Соколиный Глаз 2099
- Чёрная Вдова 2099
- Железный кулак 2099

### Злодеи
- Анти-Халк
- Доктор Осьминог 2099
- Электро 2099
- Скорпион 2099
- Гоблин 2099
- Halloween Jack (альтернативная версия Локи)
- Песочная Женщина (альтернативная версия Песочного Человека)
- Веном 2099
- Стервятник 2099

## Вне комиксов

### Телевидение
- В эпизоде мультсериала «Великий Человек-паук» (2012—2017) «The Spider-Verse: Часть 1» вселенная Marvel 2099 появляется как первая из шести параллельных вселенных, в которые попадает Человек-паук, преследуя Зелёного Гоблина. В этой версии 2099 года есть воплощение Дж. Джона Джеймсона, который разглагольствует о Человеке-пауке 2099. Во время охоты на Зелёного Гоблина Человек-паук встречает Человека-паука 2099, который подумывает отказаться от карьеры супергероя, поскольку его враги всегда возвращаются. После небольшой драки на них нападает Зелёный Гоблин, который получает ДНК Человека-паука 2099, пытается разрушить соседнюю башню и бежит в другую параллельную вселенную. Двум Людям-паукам удается удержать башню от падения, используя свои совместные навыки паутины, и Человек-паук 2099 убеждает своего предшественника не сдаваться и продолжать путь. Попрощавшись со своим двойником из 2099 года, Человек-паук следует за Зелёным Гоблином.

### Фильмы
- В сцене после титров анимационного мультфильма «Человек-паук: Через вселенные» (2018) Мигель О’Хара/Человек-паук 2099 ненадолго появляется в своём футуристическом мире, его озвучил Оскар Айзек.